# 16014 Sinha
16014 Sinha è un asteroide della fascia principale. Scoperto nel 1999, presenta un'orbita caratterizzata da un semiasse maggiore pari a 2,8561324 UA e da un'eccentricità di 0,0291922, inclinata di 3,45726° rispetto all'eclittica.